# Skinwalkers
Skinwalkers är en amerikansk-kanadensisk-tysk actionskräckfilm från 2006 i regi av James Isaac, från ett manus skrivet av James DeMonaco, Todd Harthan, och James Roday. Filmen, som är inspelad i kanadensiska Hamilton, Ontario, skulle från allra första början ha haft biopremiär den 1 december 2006, men flyttades senare fram till den 10 augusti 2007, vilket motsvarar en försening på lite drygt åtta månader. De större rollerna i filmen spelas av Jason Behr, Elias Koteas, Rhona Mitra, och Tom Jackson.
Filmen släpptes på DVD i Sverige den 19 mars 2008, detta med Nordisk Film som ansvarig utgivare.

## Rollista (i urval)
- Jason Behr – Varek / Caleb Talbot
- Elias Koteas – Jonas Talbot
- Rhona Mitra – Rachel Talbot
- Natassia Malthe – Sonja
- Kim Coates – Zo
- Sarah Carter – Katherine
- Tom Jackson – Will
- Matthew Knight – Timothy Talbot
- Barbara Gordon – Nana
- Shawn Roberts – Adam Kilmer